# Joseph de La Roche Daillon
Joseph de La Roche Daillon (mort à Paris en 1656) est un missionnaire récollet et explorateur français.

## Biographie
Il arrive au Canada le 19 juin 1625 pour y aider le père Nicolas Viel. Il se consacre alors à l'apostolat des Neutres, mais, pris pour un sorcier et menacé de mort, doit retourner chez les Hurons (1628). Il est le premier Européen à voir les chutes du Niagara durant ce voyage. 
La Roche Daillon est aussi célèbre pour avoir découvert du pétrole près de la rivière Allegany (1626). 
Rentré à Québec en 1629, il sert d'interprète en latin au moment de la reddition de la ville.